# Steve Inskeep
Steven Alan Inskeep (Carmel, Indiana; 16 de junio de 1968) es un periodista y escritor estadounidense. Se desempeña como presentador de Morning Edition y Up First en la National Public Radio (NPR). Antes de ser el presentador de Morning Edition, Inskeep cubrió el pentágono, la campaña presidencial de George W. Bush en 2000, el senado de Estados Unidos y las guerras en Afganistán e Irak, y fue presentador de Weekend All Things Considered.
Es autor de tres libros: Instant City: Life and Death in Karachi (2011), Jacksonland: President Andrew Jackson, Cherokee Chief John Ross, and a Great American Land Grab (2015) e Imperfect Union: How Jessie and John Fremont Mapped the West, Invented Celebrity, and Helped Cause the Civil War (2020).

## Primeros años
Nacido y criado en Carmel, Indiana; se graduó de Carmel High School y se graduó Phi Kappa Phi de la Universidad Estatal de Morehead en Morehead, Kentucky en 1990. Su primera experiencia profesional en la radio fue una temporada como comentarista deportivo en WMKY-FM en Morehead.

## Carrera
Fue contratado por la National Public Radio (NPR) en 1996. Su primera asignación de tiempo completo fue la primaria presidencial de 1996 en New Hampshire. 
En enero de 2022, Inskeep entrevistó al expresidente estadounidense Donald Trump sobre diversos temas, incluidas las vacunas contra el COVID-19, las elecciones presidenciales de 2020 y el futuro del Partido Republicano, específicamente en las elecciones de mitad de período de 2022. Cuando Inskeep presionó a Trump con preguntas relacionadas con los intentos de anular los resultados electorales y el ataque al Capitolio de los Estados Unidos de 2021, Trump colgó repentinamente la entrevista telefónica.

## Vida personal
Inskeep se casó con Carolee Gabel en 1993. Tienen una hija nacida en 2005. En 2012, adoptaron un segundo hijo nacido en China. El propio Inskeep también fue adoptado.

## Obras
- Inskeep, Steve (2011). Instant city: life and death in Karachi. New York: Penguin Press. ISBN 9781594203152.
- Inskeep, Steve. Jacksonland: President Andrew Jackson, Cherokee Chief John Ross, and a great American land grab. New York, New York. ISBN 9781594205569.
- Inskeep, Steve. Imperfect union: how Jessie and John Frémont mapped the West, invented celebrity, and helped cause the Civil War. New York. ISBN 9780735224353.